# Зірка Фребеля

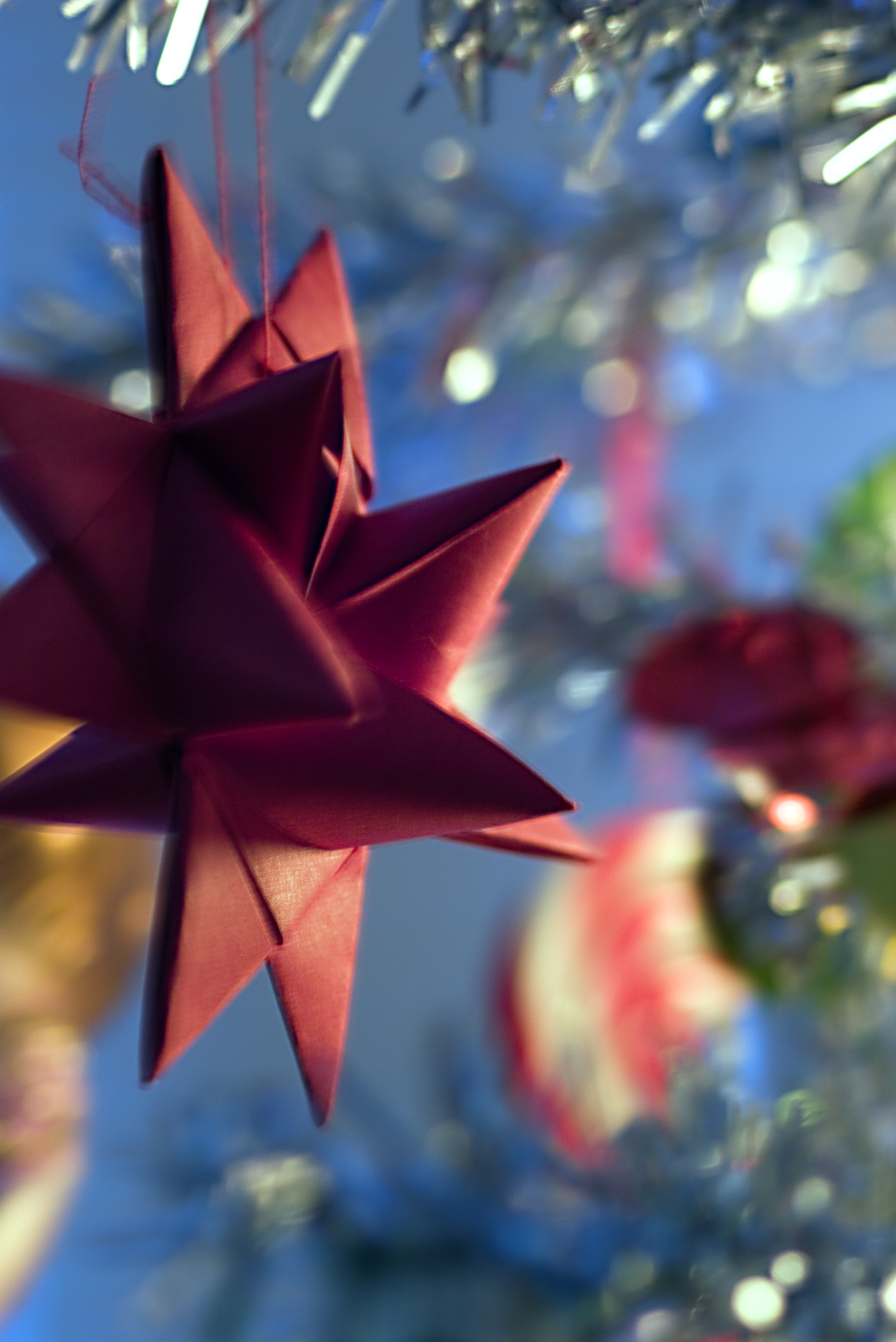
Зірка Фребеля у різдвяному декорі

Зірка Фребеля або зірка Фребеля (нім. Fröbelstern), — різдвяна прикраса, популярна в Німеччині. Названо на честь Фрідріха Фребеля — німецького педагога, який використовував її для навчання дітей. Є об'ємною зіркою, сплетеною з чотирьох смужок паперу.

## Опис
Зірка Фребеля збирається із чотирьох однакових паперових смужок зі співвідношенням ширини до довжини від 1:25 до 1:30 сантиметрів. Процедура плетіння та складання може бути виконана приблизно за сорок кроків. Готовий виріб є об'ємною зіркою з вісьма плоскими зубцями та вісьмома конусоподібними наконечниками.
Виготовлення зірок Фребеля бере свій початок у німецькому фольклорі. Традиційно зірки після складання вмочували у віск і посипали блискітками. Зірку Фребеля можна вважати формою оригамі, оскільки вона робиться з однакових аркушів паперу і збирається без використання клею. Однак належить вона до оригамі лише частково, тому що при її створенні використовується ще й плетіння паперу.

## Історія

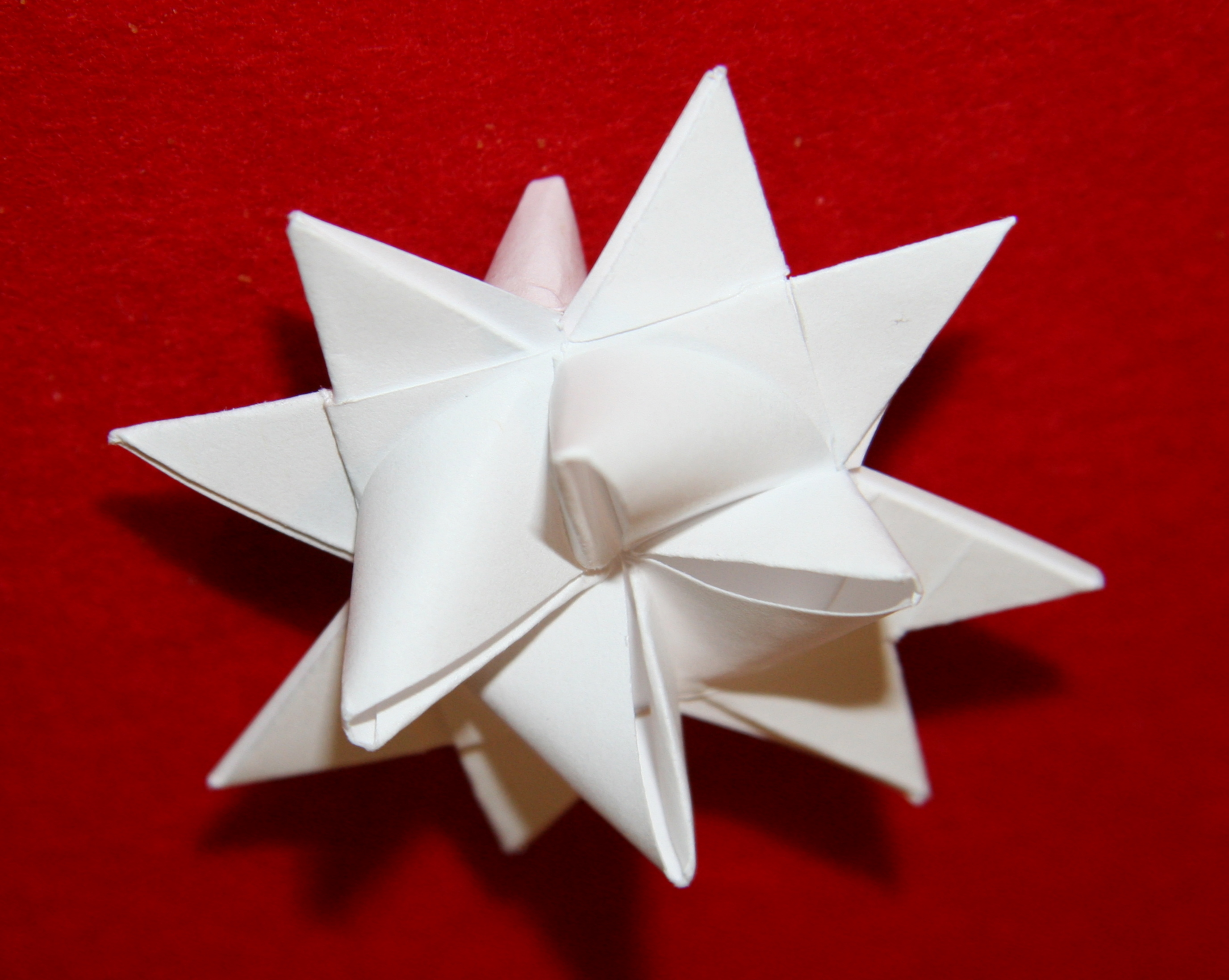
Зірка Фребеля

Зірка Фребеля має ім'я німецького педагога Фрідріха Фребеля (1782—1852), засновника концепції дитячого садка. Фребель у розвиток дрібної моторики в дітей віком використовував прості матеріали, з допомогою яких вони мали складати й ткати різні предмети. Вони навчалися акуратності, почуття пропорцій та геометрії. Однак ймовірно, що придумав зірку не Фребель.
Описи того, як складати зірку Фребеля, відносяться принаймні до XIX століття. У Німеччині зірка стала відома як Fröbelstern із 1960-х років. Її використовують як прикраси подарунків, вінків, різдвяних ялинок, вікон і так далі.